# ژول میشله
ژول میشله (به فرانسوی: Jules Michelet) مورخ قرن نوزدهم میلادی اهل فرانسه است.
از مورخان بزرگ فرانسه بود وی مردی آزادیخواه و روشنفکر بود همین روشن بینی و آزادی‌خواهی سبب شد که دو بار از تدریس وی در دانشکده جلوگیری کنند وی برای اولین بار واژه رنسانس را به کاربرد و آنرا کشف انسان وجهان نامید. 
- تاریخ فرانسه (نگارش این کتاب ۳۰ سال طول کشید)
- مقدمه ای بر تاریخ
- تاریخ انقلاب کبیر